# Krasne Potockie
Krasne Potockie – wieś w Polsce położona w województwie małopolskim, w powiecie nowosądeckim, w gminie Chełmiec.

## Położenie
Krasne Potockie leży w Beskidzie Wyspowym, przy drodze powiatowej Trzetrzewina – Męcina. Wies położona jest na północnych stokach grzbietu Litacza, w dolinie potoku Smolnik i kilku mniejszych, zasilających go potoków spływających z grzbietu Litacza.
W latach 1975–1998 miejscowość administracyjnie należała do województwa nowosądeckiego.W 2022 roku wieś liczyła 970 mieszkańców.

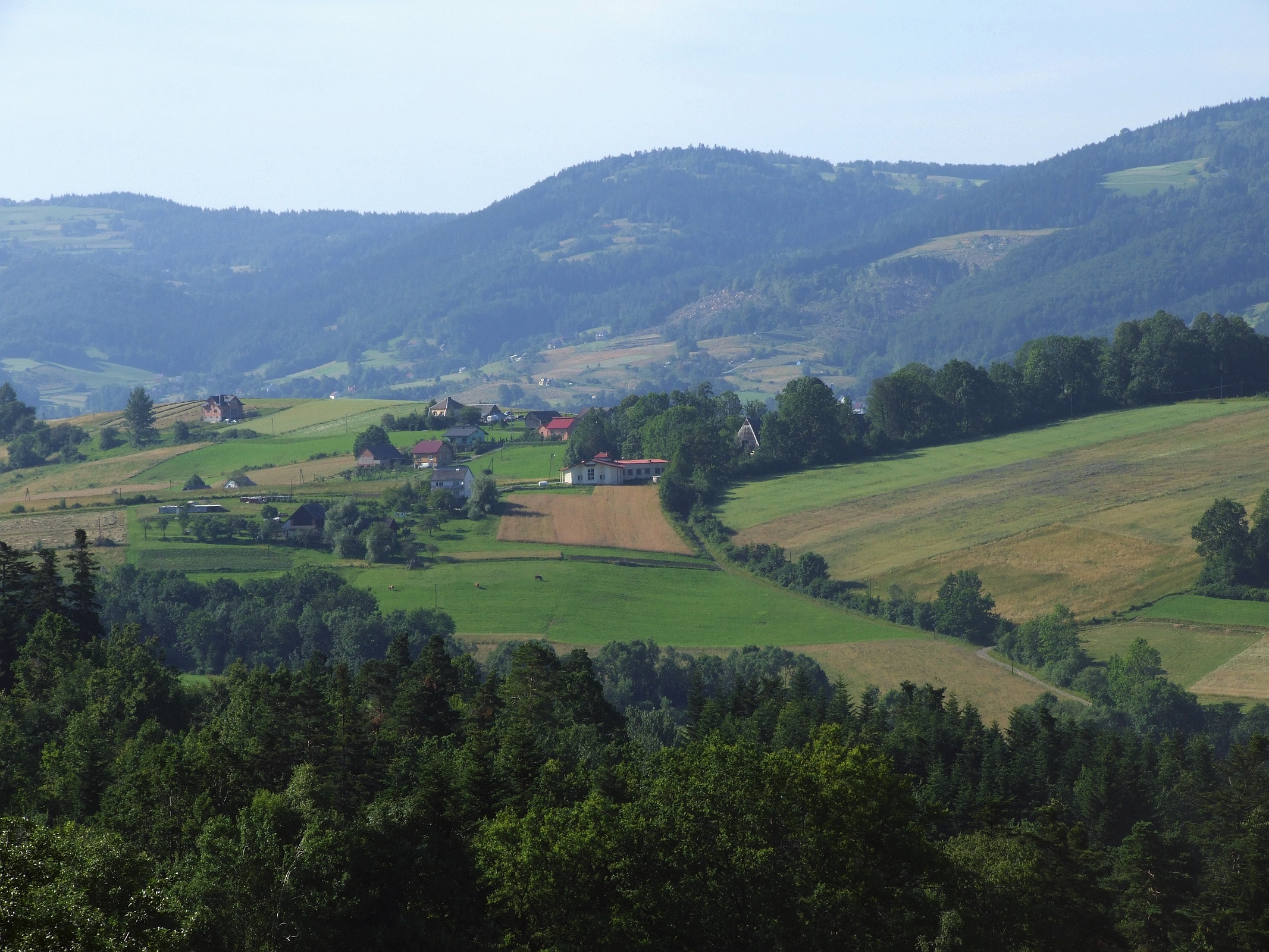
Widok ogólny na część miejscowości

## Zabytki
Obiekt wpisany do rejestru zabytków nieruchomych województwa małopolskiego.
- Park dworski, kaplica.

### Inne zabytki
- Drewniana kaplica i czworaki z I połowy XIX wieku, które stanowią pozostałość po istniejącym tu kiedyś dworze.

## Turystyka
W Krasnem Potockiem znajduje się park krajobrazowy. Prowadzi stąd szlak na górę Litacz (625 m n.p.m.).

## Ochotnicza Straż Pożarna
Ochotnicza Straż Pożarna w Krasnym Potockim powstała w 1978 roku, jest to jedna z 5 jednostek OSP działająca na terenie gminy Chełmiec. Znajduje się w  krajowym systemem ratowniczo-gaśniczym, posiada  system selektywnego alarmowania (znaczy to, ze syrena OSP jest włączana przez dyspozytora Państwowej Straży Pożarnej w Nowym Sączu), posiada remizę od 1983 roku (w 1998 roku remiza była rozbudowywana).
Na wyposażeniu jednostki znajduje się średni samochód ratowniczo-gaśniczy marki Man GBA 2/24 (rok prod. 1996) oraz Samochód lekki ratownictwa Technicznego (SLRt) Renault Master (rok produkcji 2023).